# Prosopocera vuattouxi
Prosopocera vuattouxi är en skalbaggsart som beskrevs av Teocchi 1999. Prosopocera vuattouxi ingår i släktet Prosopocera och familjen långhorningar.
Artens utbredningsområde är Kenya. Inga underarter finns listade i Catalogue of Life.